# شادنی
شادنی (به لاتین: Shadni) یک منطقهٔ مسکونی در روسیه است که در شهرستان داخادایفسکی واقع شده‌است.